# Nicola Vollkommer

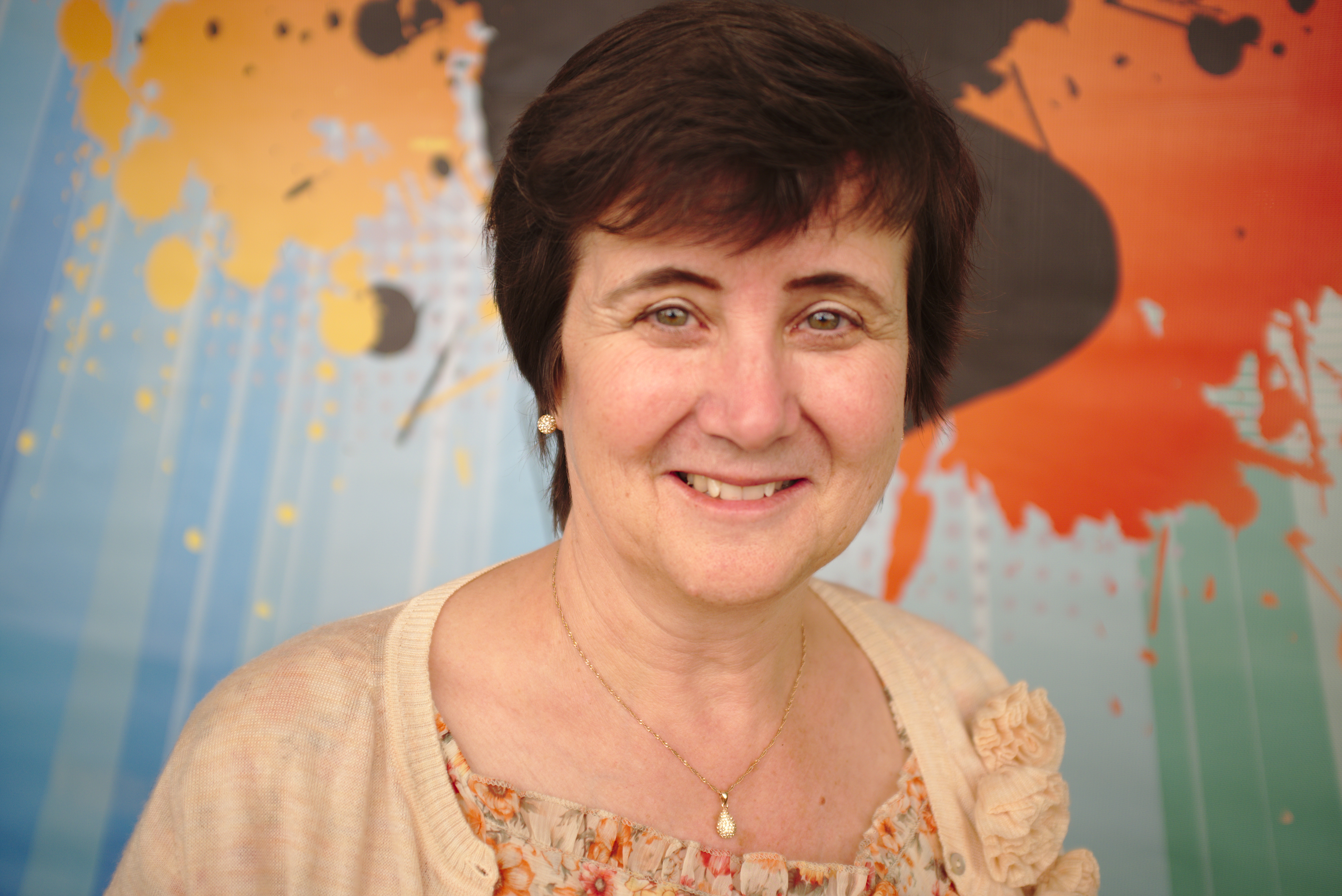
Nicola Vollkommer, Mai 2018

Nicola Vollkommer (* April 1959 in Leicester als Nicola Sperry) ist eine Lehrerin, Autorin christlicher Andachts- und Kinderbücher sowie von Biographien und Romanen.

## Leben
Nicola Vollkommer wurde als zweite Tochter des britischen Unternehmensberaters Roy Edward Sperry und seiner deutschen Frau Hella, die aus Pommern stammte, geboren. Sie war achtzehn Monate alt, als sie mit ihren Eltern in die afrikanische Kleinstadt Bukuru im späteren Nigeria kam, wo ihr Vater bis 1978 als Finanzdirektor für eine britische Firma arbeitete. Ihre Kindheit und Jugendzeit war stark geprägt von traumatischen Erlebnissen eines Bürgerkrieges im kurz zuvor unabhängig gewordenen Nigeria, der 1967 im Biafra-Krieg gipfelte. 1971 wechselte sie in ein englisches Internat und studierte danach Französisch und Deutsch am Girton College in Cambridge. Auf Schloss Hurlach absolvierte sie anschließend eine Jüngerschaftsschule der Missionsorganisation Jugend mit einer Mission. 1981 kehrte sie nochmals zu einem Auslandsjahr für ihr Deutschstudium nach Deutschland zurück, wo sie ihren Ehemann kennenlernte, der in Tübingen Biologie und Chemie für das Lehramt studierte.
Vollkommer unterrichtet Musik und Englisch an der Freien Evangelischen Schule Reutlingen. Sie ist Autorin etlicher Bücher, Kinderbücher und christlicher Romane. 2009 legte sie mit „Eddie“ ihr Erstlingswerk vor. Ihre Autobiografie „Unter dem Flammenbaum: wo meine Seele ihr Nest hatte“ ist ein Erlebnisbericht aus ihrer Zeit in Afrika. 2011 erschien „Am Rand der gefrorenen Welt“, die Geschichte ihres Onkels John Sperry (1924–2012), der jahrelang unter widrigsten Umständen sein Leben mit den Eskimos am nördlichsten Rand Kanadas teilte. „Leon und der Kampf um das goldene Herz“ soll Kindern helfen, sich mit dem Thema Leid und Leiden auseinanderzusetzen.
Vollkommer ist als Referentin bei Frauentagen und bei Frühstückstreffen für Frauen tätig. Regional wurde sie durch selbstkomponierte Theaterstücke, Musicals und Kinderlieder bekannt. Einmal im Monat führt sie in der Stadtbibliothek Reutlingen eine Veranstaltung für Kinder in der Reihe „Story Time – die englische Vorlesestunde“ durch. Seit Anfang 2021 veröffentlicht sie mit dem Rigatioverlag an jedem Wochentag den Podcast „Start in den Tag“ mit biblischen Kurzandachten.

## Privates
Seit ihrer Hochzeit 1982 lebt Nicola Vollkommer mit ihrem Mann Helmut in Reutlingen, wo die Eheleute nach einer theologischen Ausbildung in England den Verein „Christliche Gemeinde Reutlingen“ gründeten und seither leiten. Sie haben vier erwachsene Kinder.

## Veröffentlichungen
- Unter dem Flammenbaum: wo meine Seele ihr Nest hatte (Autobiografie; Erlebnisbericht aus Afrika), SCM Hänssler, Holzgerlingen 2010, ISBN 978-3-7751-5250-1; 5. Aufl. 2021, ISBN 978-3-7751-5515-1.
- Am Rande der gefrorenen Welt: die Geschichte von John Sperry, Bischof der Arktis, SCM Hänssler, Holzgerlingen 2011, ISBN 978-3-7751-5307-2; aktualisierte Auflage 2019, ISBN 978-3-7751-5983-8.
- Wunder Weihnacht, SCM Collection, Witten 2011, ISBN 978-3-7893-9512-3; Neuauflage Seidel, Muldenhammer 2023, ISBN 978-3-86716-256-2.
- Wie ich lernte, das Chaos mit Gottes Augen zu sehen: Andachten für Mütter, SCM R. Brockhaus, Witten 2014, ISBN 978-3-417-26575-0; 9. Aufl. 2021, ISBN 978-3-417-26971-0.
- Menschen, die die Welt bewegen: das Geheimnis geistlicher Vorbilder entdecken, SCM R. Brockhaus, Witten 2014, ISBN 978-3-417-26602-3.
- Leben am reich gedeckten Tisch – von Glaubensenttäuschung zu ganzer Hingabe, SCM R. Brockhaus, Witten 2016, ISBN 978-3-417-26782-2; 6. Aufl. 2022, ISBN 978-3-417-00055-9.
- Von Frau zu Frau. Ein Bibelkurs, Rigatio Verlag, Burbach 2018, ISBN 978-3-95790-035-7.
- Vom Wunsch, dazuzugehören. Das Ende der Einsamkeit und wie Gott sich das mit Gemeinschaft gedacht hat, SCM R. Brockhaus, Witten 2019, ISBN 978-3-417-26867-6.
- Online um Gottes willen: Ein Bibelkurs, Rigatio Verlag, Burbach 2021, ISBN 978-3-95790-066-1.
- Du bist ein Gott, der mich sieht. Das Buch zur Jahreslosung 2023, SCM R. Brockhaus, Witten 2022, ISBN 978-3-417-00028-3.
- Start in den Tag – Das Andachtsbuch zum Podcast, Rigatio Verlag, Burbach 2022, ISBN 978-3-95790-076-0.
- Frucht, die nach Gott schmeckt. Wie Gott in unserem Leben sichtbar wird, SCM Hänssler, Holzgerlingen 2024, ISBN 978-3-7751-6227-2.
- Alltagstauglich – Gedanken zum Leben, Christliche Verlagsgesellschaft, Dillenburg 2024, ISBN 978-3-86353-946-7.
- Ich bin der Weg und die Wahrheit und das Leben (Wandkalender 2025), Bolanz Verlag, Immenstaad 2024, ISBN 978-3-86603-907-0.
- Prüft alles und behaltet das Gute!, Christliche Verlagsgesellschaft, Dillenburg 2024, ISBN 978-3-86353-948-1.
- Neue Andachten mit Nicola Vollkommer. Ein Andachtsbuch zum Podcast, Rigatio Verlag, Burbach 2024, ISBN 978-3-95790-089-0.

Kinderbücher
- Eddie bei mir bist du geborgen, SCM Hänssler, Holzgerlingen 2009, ISBN 978-3-7751-4982-2.
- Tilos Abenteuer am Fluss, SCM Hänssler, Holzgerlingen 2009, ISBN 978-3-7751-5123-8.
- Eddie, bei mir bist du geborgen (Band 1), SCM Hänssler, Holzgerlingen 2009, ISBN 978-3-7751-4982-2.
- Eddie, du bist wunderbar (Band 2), SCM Hänssler, Holzgerlingen 2010, ISBN 978-3-7751-5177-1.
- Leon und der Kampf um das goldene Herz, (Reihe: SCM Kläxbox) SCM R. Brockhaus, Witten 2012, ISBN 978-3-417-28507-9.
- Tierische Geschichten, SCM R. Brockhaus, Witten 2017, ISBN 978-3-417-28776-9.
- Eddies Abenteuer, Seidel, Muldenhammer 2022, ISBN 978-3-86716-240-1.
- Kringel, der Regenwurm, Seidel, Muldenhammer 2023, ISBN 978-3-86716-260-9.

Romane
- Wie Möwen im Wind, SCM Hänssler, Holzgerlingen 2015, ISBN 978-3-7751-5583-0.
- Die Rückkehr des Erben, SCM Hänssler, Holzgerlingen 2017, ISBN 978-3-7751-5785-8.
- Flucht nach Mattingley Hall, SCM Hänssler, Holzgerlingen 2021, ISBN 978-3-7751-6010-0.
- Die Cornwall-Saga, Brunnen Verlag, Gießen 2025, ISBN 978-3-7655-2193-5.

als Mitautor
- Tierische Geschichten für Erstleser (mit Sonja Kientsch und Elisabeth Vollmer), SCM Bundes-Verlag, Witten 2017, ISBN 978-3-417-28776-9.
- Zum Geleit, in: Ottilie Wildermuth: In frohen und in müden Zeiten. Gereimtes und Erzähltes. Ein Lesebuch, hg. von Jonathan und Ulrike Schilling, SCM Hänssler, Holzgerlingen 2017, S. 5–7, ISBN 978-3-7751-5768-1.
- Wenn Kinder andere Wege gehen. Wie Beziehungen in Klarheit und Liebe möglich bleiben. Ein Eltern-Navi (mit Regula Lehmann), Fontis, Basel 2022, ISBN 978-3-03848-250-5.